# Music & Me
Music & Me (с англ. — «Музыка и я») — третий сольный студийный альбом американского певца Майкла Джексона, выпущенный 13 апреля 1973 года на лейбле Motown и проданный в количестве двух миллионов копий во всём мире. Альбом был переиздан в 2009 году как часть состоящей из трёх дисков компиляции «Hello World: The Motown Solo Collection».

## Информация об альбоме
Альбом был выпущен во время трудного переходного периода, который молодой певец испытывал из-за вокальных изменений и изменяющейся ориентации в музыке. Под влиянием коллег из Motown, таких как Марвин Гэй и Стиви Уандер, Майкл хотел включить в альбом свои собственные композиции. Однако лейбл не позволил ему этого сделать.
Несмотря на то, что на обложке альбома Джексон изображён играющим на акустической гитаре, певец не играет ни на каком инструменте в этом альбоме. Мало того, Майкл вообще не умел играть на гитаре, что не было секретом. Следовательно, как считал Майкл, фотография с гитарой могла подорвать его репутацию в глазах поклонников. Майкл рассказал обо всём этом своему отцу Джо Джексону, который помог Майклу и его братьям разорвать их договор с Motown и договориться о прибыльных контрактах с Epic Records.
Так как Джексон со своими братьями находился в мировом гастрольном туре в качестве члена Jackson 5, раскрутка этого альбома была ограниченной. Был выпущен сингл «With a Child’s Heart» в США, где он достиг 14-й строчки в чарте «Hot R&B/Hip-Hop Songs» и 50-го места в списке «Billboard Hot 100». Две дополнительные песни («Music and Me» и «Morning Glow») были выпущены как одиночные синглы в Великобритании, но они не попали в чарты. Другой трек, «Too Young», был выпущен как сингл в Италии, в то время как «Happy» был синглом в Австралии, а сингл «Doggin' Around» был выпущен ограниченным тиражом в Нидерландах. Спустя 10 лет после выпуска этого альбома, «Happy» был выпущен как сингл в Великобритании для продвижения компиляции «Motown’s 18 Greatest Hits».
Джексон работал два года над своим последующим альбомом «Forever, Michael», который был сфокусирован на созревающем вокале певца.

## Список композиций
| №   | Название                                                                  | Длительность |
| --- | ------------------------------------------------------------------------- | ------------ |
| 1.  | «With a Child's Heart» (Викки Бэйсмоур, Генри Косби, Сильвия Мой)         | 3:24         |
| 2.  | «Up Again» (Фредди Перрен, Кристиан Яриан)                                | 2:47         |
| 3.  | «All the Things You Are» (Оскар Хаммерстайн II, Джером Керн)              | 2:55         |
| 4.  | «Happy» (Мишель Легран, Смоки Робинсон)                                   | 3:19         |
| 5.  | «Too Young» (Сидни Диппмэн, Сильвия Ди)                                   | 3:37         |
| 6.  | «Doggin' Around» (Лена Эгри)                                              | 2:52         |
| 7.  | «Euphoria» (Леон Уэйр, Хиллиард-ансамбль)                                 | 2:48         |
| 8.  | «Morning Glow» (Стивен Шварц)                                             | 3:36         |
| 9.  | «Johnny Raven» (Билли Пейдж)                                              | 3:31         |
| 10. | «Music and Me» (Майк Кэннон, Дон Фенсетон, Мел Ларсон, Джерри Марселлино) | 2:35         |

## Компиляция
«Music & Me» иногда путают с одноимённой компиляцией Майкла Джексона, которую Motown выпустил в 2000 году. Она содержала все песни из одноимённого альбома (за исключением «Doggin' Around»), а также некоторые композиции из альбомов «Got to Be There», «Ben» и «Forever, Michael».
- Rockin' Robin
- Johnny Raven
- Shoo-Be-Doo-Be-Doo-Da-Day
- Happy
- Too Young
- Up Again
- With a Child’s Heart
- Ain’t No Sunshine
- Euphoria
- Morning Glow
- Music and Me
- All The Things You Are
- Cinderella Stay Awhile
- We’ve Got Forever